# Leigh Hunt
James Henry Leigh Hunt ou simplesmente Leigh Hunt (Southgate, Londres, 19 de outubro de 1784 – Putney, 28 de agosto de 1859) foi um poeta, crítico e ensaísta inglês.

## Obras

### Ensaios
- Essays (1887)

### Poesia
- Story of Rimini (1816)
- Foliage (1818)
- Hero and Leander (1819)
- Bacchies and Ariadne (1819)
- Abou Ben Adhem
- Cupid Drowned
- The Glove and the Lions
- Jenny kiss'd Me
- The Nile

### Traduções
- Amyntas, A Tale of the Woods (1820, tradução da obra Aminta de Torquato Tasso)

### Outras obras
- The Autobiography of Leigh Hunt (1850, autobiografia em 3 volumes)
- A Jar of Honey from Mount Hybla (1848)